# Cantus firmus
Cantus firmus (latin för 'fast sång', 'melodistämma som är sig lik oavsett vad de andra sångarna gör') är en musikterm. Cantus firmus är en melodi använd som grundstomme i flerstämmiga satser.
Tekniken leder sitt ursprung från den medeltida polyfonin. Själva stämman kallades ofta tenor (latin ungefär 'fasthållare', med betoning på första stavelsen; vårt moderna ord tenor med betoning på sista stavelsen kommer av den italienska formen tenore). Melodin utsmyckades och ornamenterades rikt i motstämmor (en eller flera av contratenor bassus, contratenor altus och discantus).
Både termen och tekniken (fritt uppfattad) har fått en given plats i kyrkomusiken för sådana saker som figurationerna kring psalmmelodin i ett koralförspel (efter noter eller improviserat).
Ansatser till tekniken finns också i folkmusik på sina håll, där ursprunget nog kan vara äldre än medeltida, i bruk som att smycka ut en ensam stämma som någon annan sjunger eller spelar rakt, eller dubblera den på till exempel kvintavstånd (som i organum och liknande).